# Independent Electoral Commission (Gambia)
Die Independent Electoral Commission (IEC) (deutsch Unabhängige Wahlkommission) ist die Wahlkommission im westafrikanischen Staat Gambia. Sie organisiert die Präsidentschaftswahlen, Parlamentswahlen und Referenden und führt sie aus. Das Büro der IEC ist im sogenannten Election House am Bertil Harding Highway, bis Juli 2010 lag das Büro an der Kairaba Avenue in Serekunda.

## Vorsitzende
| Amtszeit                    | Amtsinhaber              | Anmerkung |
| --------------------------- | ------------------------ | --------- |
| bis Dezember 2000           | Solomon Tilewa Johnson   |           |
| Dezember 2000 bis Juli 2005 | Gabriel J. Roberts       |           |
| Juli 2005 bis Juli 2006     | Ndondi S. Z. Njie        |           |
| 2006 bis April 2016         | Ahj. Mustapha L. Carayol |           |
| April 2016 bis April 2025   | Alieu Momar Njie         |           |
| ab Juli 2025                | Joseph Colley            |           |

## Kritik der Opposition
In die Kritik kam sie im Vorfeld der Parlamentswahlen 2002, die am 17. Januar 2002 abgehalten wurden, durch Ousainou Darboe, den Führer der größten Oppositionspartei United Democratic Party (UDP). Er sah in den Wahlen schwerwiegende Mängel und warf der ICE vor, der regierenden Alliance for Patriotic Reorientation and Construction (APRC) eine Wahlkampfstrategie zu erlauben, die sie in Vorteil bringen könnte. Da es den Gambiern laut den Bestimmungen erlaubt ist den Wahlkreis, in dem sie ihre Stimme abgeben, frei zu wählen – ermöglicht es der APRC, ihre Anhänger in Wahlkreise zu entsenden, die traditionell Hochburgen der UDP sind. Die UDP boykottierte aus diesem Grund die Wahl und überließ der APRC den Wahlsieg.
Die IEC wies die Anschuldigung Darboes als unbegründet und als mit fehlender Ernsthaftigkeit und Gesprächsbereitschaft vorgetragen zurück.